# دشنه (فیلم ۲۰۰۸)
دشنه (به انگلیسی: Stiletto) یک فیلم فیلم اکشن آمریکایی محصول سال ۲۰۰۸ به کارگردانی نیک واللونگا با بازی تام برنگر، مایکل بین، استانا کاتیک، ویلیام فورسایت، دی بی سویینی، دایان ونورا، جیمز روسو، تام سایزمور، دامینیک سوین، تونی لیپ و دیوید پرووال که در سال ۲۰۰۹ به صورت ویدئویی در آمریکا منتشر شد.

## داستان
دو ارباب جنایت در حمام سونا مورد حمله یک آدمکش مؤنث قرار می‌گیرند. یکی از آنها می‌میرد، ولی دومی به نام ویرجیل ویدالوس یونانی‌تبار با وجود زخم مهلکی که برداشته زنده می‌ماند. ویرجیل به یکی از افراد خود-کارآگاهی فاسد- دستور می‌دهد تا آدمکش مزبور را بیابد. زنی به اسم راینا که با دشنه‌ای بلند اقدام به قتل قربانیان خود می‌کند و…